# Wasung
Wasung war eine kurzlebige Gemeinde im Landkreis Coburg, Oberfranken, Bayern.

## Geschichte
Die Gemeinde Wasung entstand am 1. Januar 1971 durch den Zusammenschluss der bis dahin selbständigen Gemeinden Aicha, Fechheim, Fürth am Berg (offiziell: Fürth a.Berg), Mittelwasungen, Plesten und Unterwasungen. Bereits am 1. Juli 1967 war die damalige Gemeinde Horb bei Fürth am Berg (offiziell Horb b.Fürth a.Berg) in die Gemeinde Fürth am Berg eingegliedert worden. In einer geheimen Abstimmung hatten sich die Bürger der Gemeinden am 18. Oktober 1970 für den Ortsnamen Wasung entschieden.
Am 1. Januar 1976 wurde die Gemeinde aufgelöst und in die Stadt Neustadt bei Coburg eingegliedert.